# Rhadinaea flavilata
Rhadinaea flavilata (соснова лісова змія) — вид змій родини полозових (Colubridae). Ендемік Сполучених Штатів Америки.

## Опис
Соснові лісові змії досягають довжини 25-33 см, враховуючи хвіст. Верхня частина тіла у них має червонувато-коричневе, жовтувато-коричневе або темно-оранжеве забарвлення, нижня частина тіла — білувата або жовтувата. Через очі проходять темні смуги. Посередині спини проходить світла смуга. Верхня губна луска має білувате або блідо-жовте забарвлення.

## Поширення і екологія
Соснові лісові змії мешкають в прибережних районах Північної і Південної Кароліни, на більшій частині Флориди, а також локально в Джорджії, Алабамі і Луїзіані. Вони живуть в соснових і мішаних сосново-широколистяних лісах. Віддають перевагу вологим місцевостям, трапляються під корою, в гнилій деревині і пнях. Активні протягом всього року, холодними зимами зимують під землею або в деревині. Живляться дрібними жабами, саламандрами і ящірками. Спарювання відбувається весною, влітку змії відкладають від 1 до 4 яєць. Деякі самиці відкладають 2 кладки протягом року. Інкубаційний період триває 6-8 тижнів.
На соснових лісових змій полюють чорні полози і королівські змії, а також інші хижаки.